# 東福間站

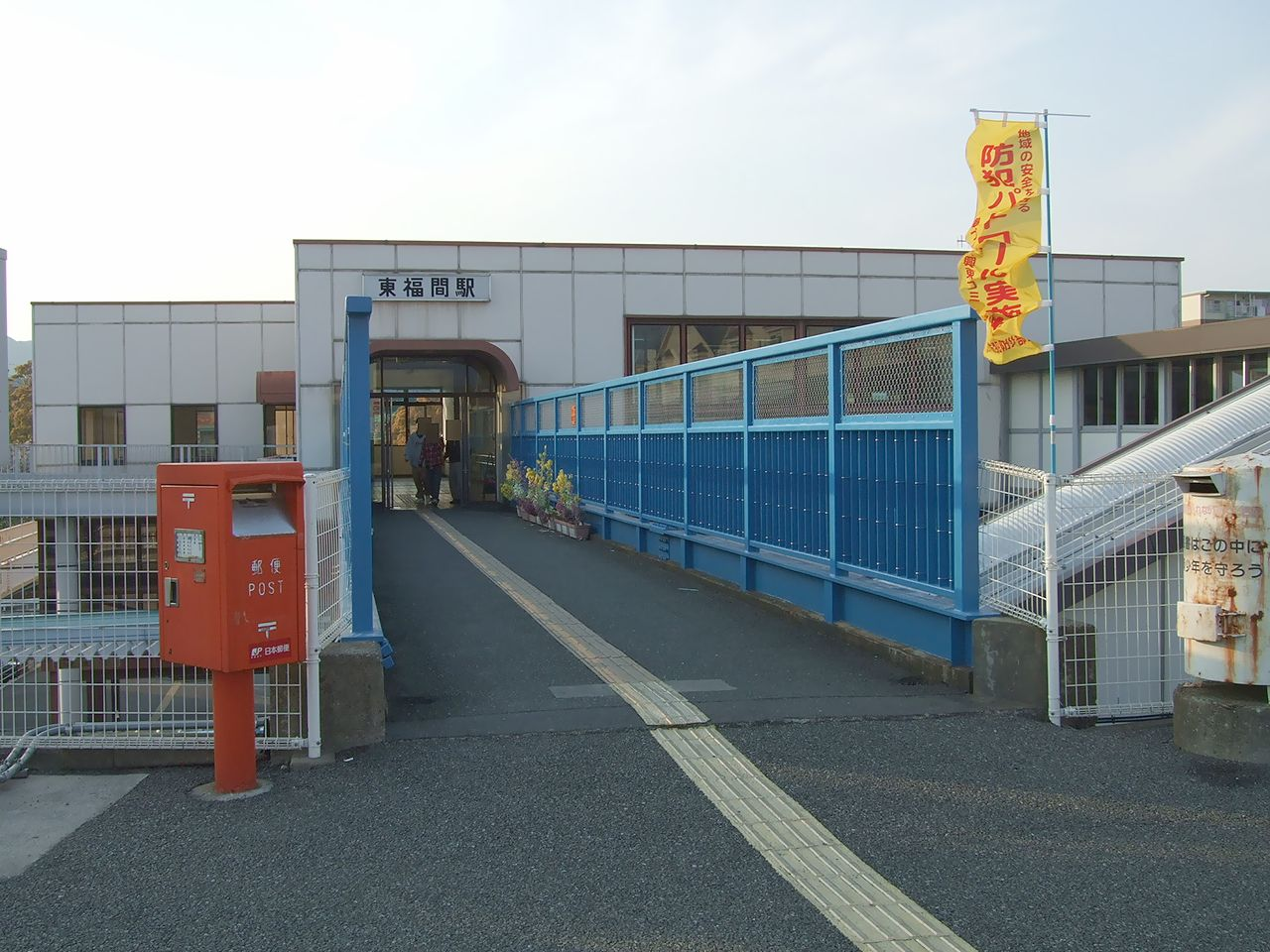
南出口

東福間站（日语：／ Higashi-Fukuma eki */?）是位於福岡縣福津市東福間一丁目，九州旅客鐵道（JR九州）的鹿兒島本線車站。車站編號為JA12。

## 歷史
此站隨著開始出售東福間團地住宅，車站周邊開始開發住宅用地，當地居民開始請求建設此站。
- 1978年（昭和53年）10月2日 - 日本國有鐵道開設此站。
- 1987年（昭和62年）4月1日 - 伴隨國鐵分割民營化，車站由九州旅客鐵道（JR九州）營運。
- 2000年（平成12年）2月19日 - 引入自動閘機。
- 2009年（平成21年）3月1日 - 此站可以使用IC卡「SUGOCA」[1]。
- 2022年3月12日：停用綠色窗口，改為使用指定席劵發售機[2]。

## 車站構造
車站是一座設有跨站式站房的地面車站，設有2面2線的單式月台。
此站是由JR九州鐵道營業管理的業務委託車站，但是只限日間服務，其餘時段為無人車站，設有自動閘機，亦可使用「SUGOCA」IC卡。不過因精簡人手，2022年3月12日起停用綠色窗口，改為使用指定席劵發售機。

### 月台
| 月台 | 路線       | 上下行 | 方向             |
| ---- | ---------- | ------ | ---------------- |
| 1    | 鹿兒島本線 | 上行   | 折尾、小倉方向   |
| 2    | 鹿兒島本線 | 下行   | 博多、久留米方向 |

## 使用狀況
在2018年（平成30年）度，1日平均乘車人次為2,526人。
| 乘車人次變遷 | 乘車人次變遷 |
| 年度         | 1日平均人次  |
| ------------ | ------------ |
| 2001         | 3,186        |
| 2002         | 3,049        |
| 2003         | 2,918        |
| 2004         | 2,748        |
| 2005         | 2,630        |
| 2006         | 2,498        |
| 2007         | 2,446        |
| 2008         | 2,412        |
|              |              |
| 2016         | 2,450        |
| 2017         | 2,499        |
| 2018         | 2,526        |

## 車站周邊
在車站名稱中，表示此站是位於福間站東邊的位置。在前福間町內位於中間偏北的位置。在昭和末期開始發展為住宅區，為福岡市、北九州市的睡房城市。

### 北邊
車站前設有縣道97號線，與鹿兒島本線並行。在縣道北邊設有縣營的大型住宅團地「東福間團地」。
- 福津市東部污水處理廠 - 車站對出左邊
- 宗像警署東福間站前派出所【平成23年3月31日前名為津丸派出所】
- 東福間公園
- 東福間團地
- 福間團地內郵局
- 福間光陽台郵局
- 西鐵巴士 東福間巴士站
- 福津市立神興小學
- 福津市立神興幼稚園
- 福岡縣立光陵高等學校（日语：福岡県立光陵高等学校）
- 東福間保育所

### 南邊
車站南邊設有由東急LIVABLE九州營運的東急福間新市鎮若木台，與由三澤Home九州營運的希爾斯花園櫻川、曙東福間等大型住宅區。車站南邊最近的幹線道路為在約700米處的國道3號。
- 東急福間新市鎮若木台
- 希爾斯花園櫻川
- 曙東福間
- 西鐵巴士 若木台團地巴士站（特急、急行）
- 福津市立神興東小學
- 福津市立福間東中學（日语：福津市立福間東中学校）
- 福津市立若木台幼稚園

## 巴士路線
車站前設有社區巴士「福津迷你巴士」巴士路線。
北邊
東福間站至東福間團地循環（只有早上班次）
（東福間站〈若木台出口〉 - 若木台團地循環 - ）東福間站（東福間出口） - 東福間團地循環 - 東福間站（若木台出口）
在站前縣道上設有西鐵巴士宗像巴士路線（26-A系統：赤間 - 福間 - 都市高速 - 天神）。
南邊
東福間站至若木台團地循環（只有早上班次）
東福間站（若木台出口） - 若木台團地循環 - 東福間站（東福間出口） - 東福間團地循環 - 東福間站（若木台出口）
※若木台團地循環線中，上午和下午的行駛方向會改變（上午…左回，下午…右回）
在國道3號上設有西鐵巴士宗像巴士路線（赤間急行、特急：赤間 - 福岡都市高速 - 天神）。

## 相鄰車站
九州旅客鐵道
- 部分特急「音速」「閃耀」停車站

鹿兒島本線
■快速、■區間快速
通過
■區間快速（只限部分列車）、■普通
東鄉（JA13）－東福間（JA12）－福間（JA11）

## 注腳
1. ↑  . 交通新聞 (交通新聞社). 2009-03-03: 1.
2. 1 2   (PDF). 九州旅客鉄道株式会社.   [2021-12-23]. （原始内容存档 (PDF)于2022-01-27） （日语）.
3. ↑  福津市統計書（運輸） 鐵道站上下車人次
4. ↑   (PDF). 九州旅客鐵道.   [2018-07-13]. （原始内容存档 (PDF)于2019-12-06）.

## 外部連結
- 東福間（車站資訊） - 九州旅客鐵道